# Gli amici delle vacanze 2
Gli amici delle vacanze 2 (Vacation Friends 2) è un film del 2023 diretto da Clay Tarver.

## Colonna sonora
La colonna sonora del film è stata composta da Mark Mothersbaugh.

### Album
L’album è stato pubblicato dalla Hollywood Records il 25 agosto 2023 con il titolo Vacation Friends 2 (Original Soundtrack).

#### Tracce
1. Flaming Conga – 2:11 (Mexican Institute of Sound)
2. Ms. Kim Wae Early – 1:51
3. Cocktail Party – 1:29
4. Ron Speaks Korean – 0:59
5. Everybody Likes Me – 0:31
6. Reese Arrives – 1:08
7. They Chat with Reese – 1:34
8. Crypto Chat with Reese – 2:20
9. Walk to the Beach – 1:04
10. Ron Pep Talk – 1:00
11. Ron and Kyla Talk – 2:01
12. Enter the Casino – 1:04
13. Drinking Game – 1:40
14. Reese Is Up to Something – 1:33
15. Drunk Yon – 0:59
16. Slate Chat – 1:55
17. Cocaine Bare – 1:36
18. Marcus Apologizes – 1:02
19. Terrible Snorkeling – 1:08
20. Disgusting Snorkeling – 1:02
21. Snorkel Escape – 1:09
22. Plane Escape – 1:25
23. Maurillio's First Date – 0:54
24. Marcus Looks for Cell Service – 0:47
25. Forest Chase – 2:30
26. I Don’t Like Your Dad – 2:16
27. The Container Sinks – 2:39
28. Chase – 2:39
29. I Am Novar – 2:41
30. Dad Apologizes – 1:04
31. Goodbye Dad – 1:10

## Promozione
Il trailer del film è stato pubblicato il 10 agosto 2023 dalla 20th Century Studios.

## Distribuzione
Il film è stato distribuito il 25 agosto 2023, su Hulu negli Stati Uniti d'America e su Disney+ nei mercati internazionali.

### Divieti
Negli Stati Uniti d'America la MPAA ha classificato il film come vietato ai minori di 17 anni non accompagnati da un adulto (R) per scene contenenti linguaggio aggressivo, alcuni riferimenti sessuali e l'uso di droghe.

### Edizione italiana
La direzione del doppiaggio e i dialoghi italiani sono curati da Fabrizio Manfredi conto della Dubbing Brothers Int. Italia che si è occupata anche della sonorizzazione.

## Accoglienza

### Critica
Sull'aggregatore di recensioni Rotten Tomatoes il film riceve il 0% delle recensioni professionali positive, mentre su Metacritic ha un punteggio di 38 su 100 basato su 9 recensioni.